# 長谷川雅也
長谷川 雅也（はせがわ まさや、1978年7月29日 - ）は、日本の物理学者。高エネルギー加速器研究機構素粒子原子核研究所准教授。実験的宇宙論の専門家。サマーチャレンジ校長。サマーチャレンジでは独自の経験に基づく斬新な切り口と軽快なトークが話題となり、若い研究を志す者から絶大な支持を集める。サマーチャレンジ中の数々の名言は長谷川語録として知られており、密かなファンが多く存在する。

## 教育
講義・セミナー
(総研大講義) 実験的宇宙論研究実習 Ia, Ib, IIa, IIb
(総研大講義) 加速器科学セミナー(リレー形式の講義 2014年, 2017年)
(セミナー) 岡山大(2014, 2011), 早稲田大(2014), 東工大(2014), 新潟大(2013), KEK加速器(2013), 神岡宇宙素粒子研究施設(2011), J-Parc(2010), 横浜国立大(2010), KEK素核研(2008)
学位論文審査
博士論文副査 (2015)
修士論文主査 (2017, 2014)
修士論文副査 (2016, 2015, 2010)
スクール等
サマーチャレンジ(学部生対象) 課題演習担当(2008-2013), 実行委員(2016)
ウィンターサイエンスキャンプ(高校生対象) 講師(2017)